# Landgericht Ingolstadt

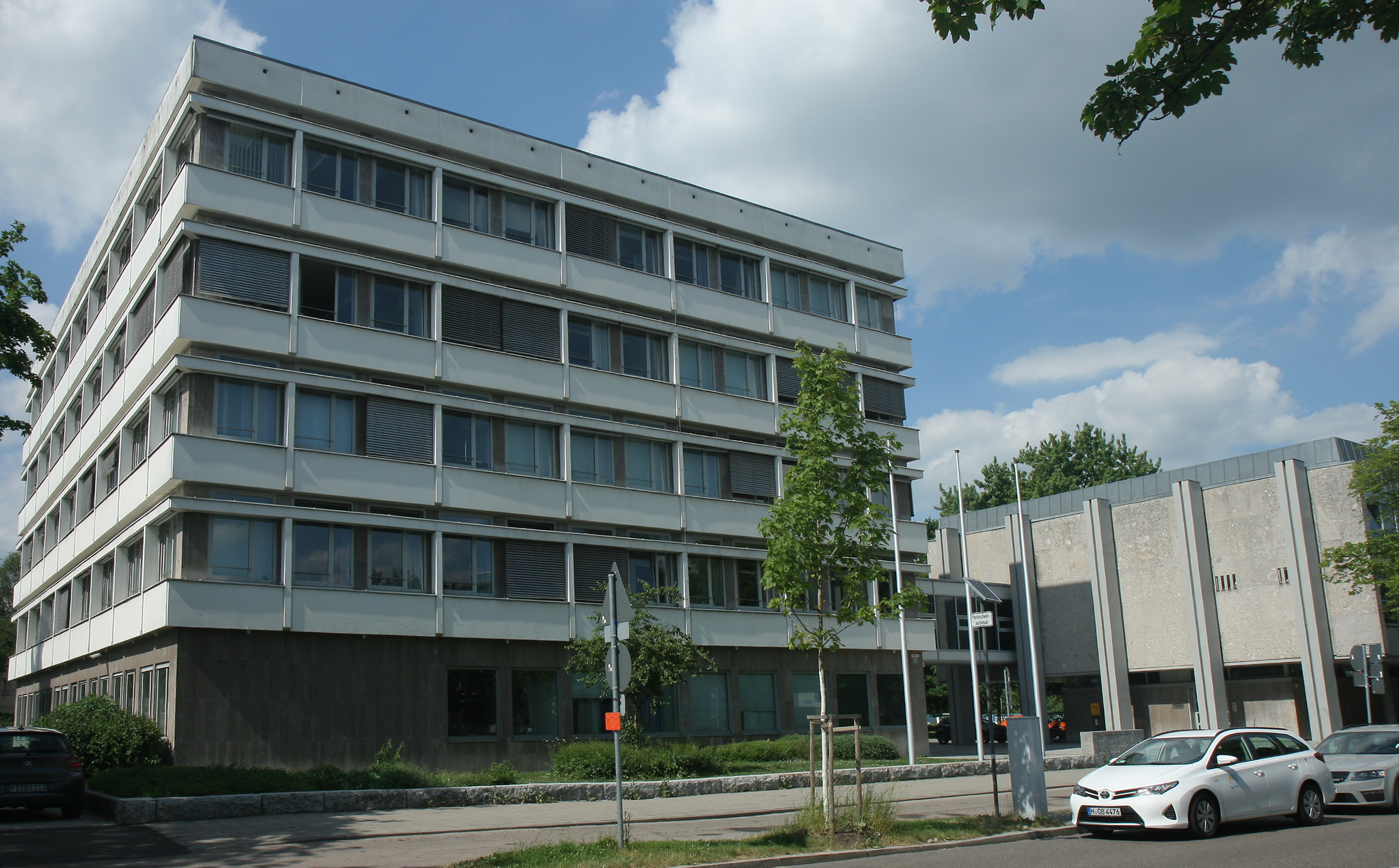
Gerichtsgebäude

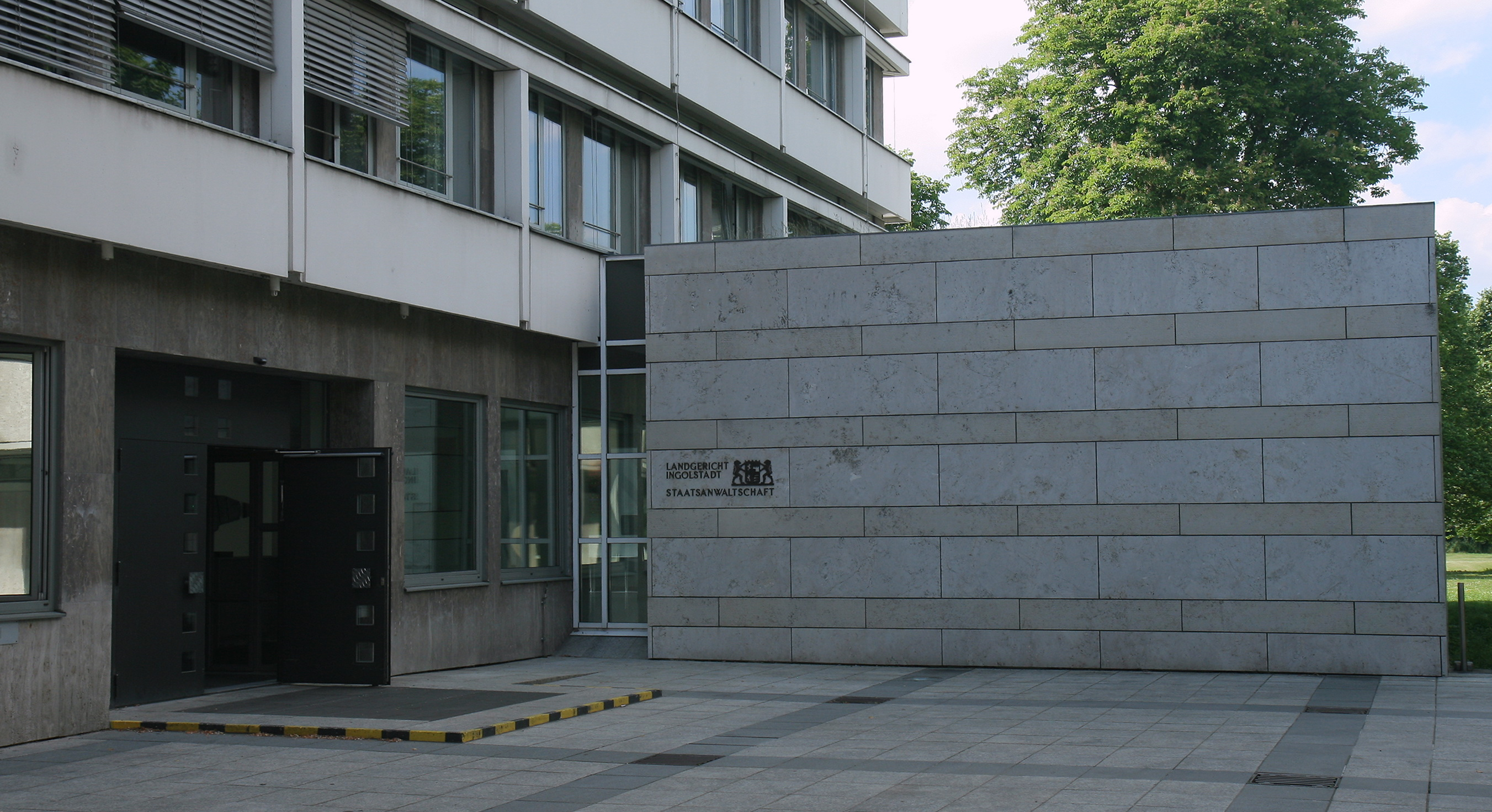
Eingangsbereich

Das Landgericht Ingolstadt ist ein Gericht der ordentlichen Gerichtsbarkeit. Es ist eines von 22 Landgerichten im Freistaat Bayern und besteht seit dem 1. März 1988.

## Geschichte
Von 1803 bis 1879 war Landgericht Ingolstadt die Bezeichnung für ein bayerisches Landgericht älterer Ordnung mit Sitz in Ingolstadt (siehe Landgericht Ingolstadt (bayerische Verwaltungseinheit)). Diese Landgerichte waren im Königreich Bayern Gerichts- und Verwaltungsbehörden, die 1862 in administrativer Hinsicht von den Bezirksämtern und 1879 in juristischer Hinsicht von den Amtsgerichten abgelöst wurden.
Erst seit 1988 besteht der Landgerichtsbezirk Ingolstadt, der aus Teilen der Landgerichtsbezirke München II (Amtsgerichte Ingolstadt und Pfaffenhofen/Ilm) und Augsburg (Amtsgericht Neuburg/Do.) gebildet wurde. Gründungspräsident des Landgerichts war Wilfried Hüttl. Weitere Präsidenten waren Josef Grieser, Thomas Dickert, Sybille Dworazik und Dr. Elisabeth Kurzweil. Seit dem 1. Januar 2024 ist Prof. Dr. Bettina Mielke Präsidentin des Landgerichts Ingolstadt.

## Landgerichtsbezirk
Der Bezirk des LG Ingolstadt erstreckt sich neben der kreisfreien Stadt Ingolstadt auf folgende Landkreise:
- Eichstätt
- Neuburg-Schrobenhausen
- Pfaffenhofen an der Ilm

Im Landgerichtsbezirk Ingolstadt sind 521 Rechtsanwälte (Stand: 17. Januar 2019) zugelassen.

## Gerichtsgebäude
Das Dienstgebäude Auf der Schanz 37 wurde ab 1962 zunächst für das Landratsamt Ingolstadt errichtet und nach Auflösung des Landkreises Ingolstadt 1972 vom Landratsamt Eichstätt als Zweigstelle genutzt. Dieser verkaufte 1982 das Gebäude an die Justiz. Nach Umbauten und Sanierungsmaßnahmen nahm das Landgericht zum 1. März 1988 dort den Betrieb auf.

## Über- und nachgeordnete Gerichte
Das Landgericht Ingolstadt ist eines von zehn Landgerichten, denen das Oberlandesgericht München übergeordnet ist; nachgeordnet sind die Amtsgerichte in Ingolstadt, Neuburg an der Donau und Pfaffenhofen an der Ilm.